# Lista de personagens de Revenge
Lista dos personagens da série de televisão norte-americana Revenge, criada por Mike Kelley e estrelada por Madeleine Stowe e Emily VanCamp.
Atenção, contém Spoiler das 4 temporadas.

## Protagonistas

### Emily Thorne/Amanda Clarke
- Vivida por Emily VanCamp

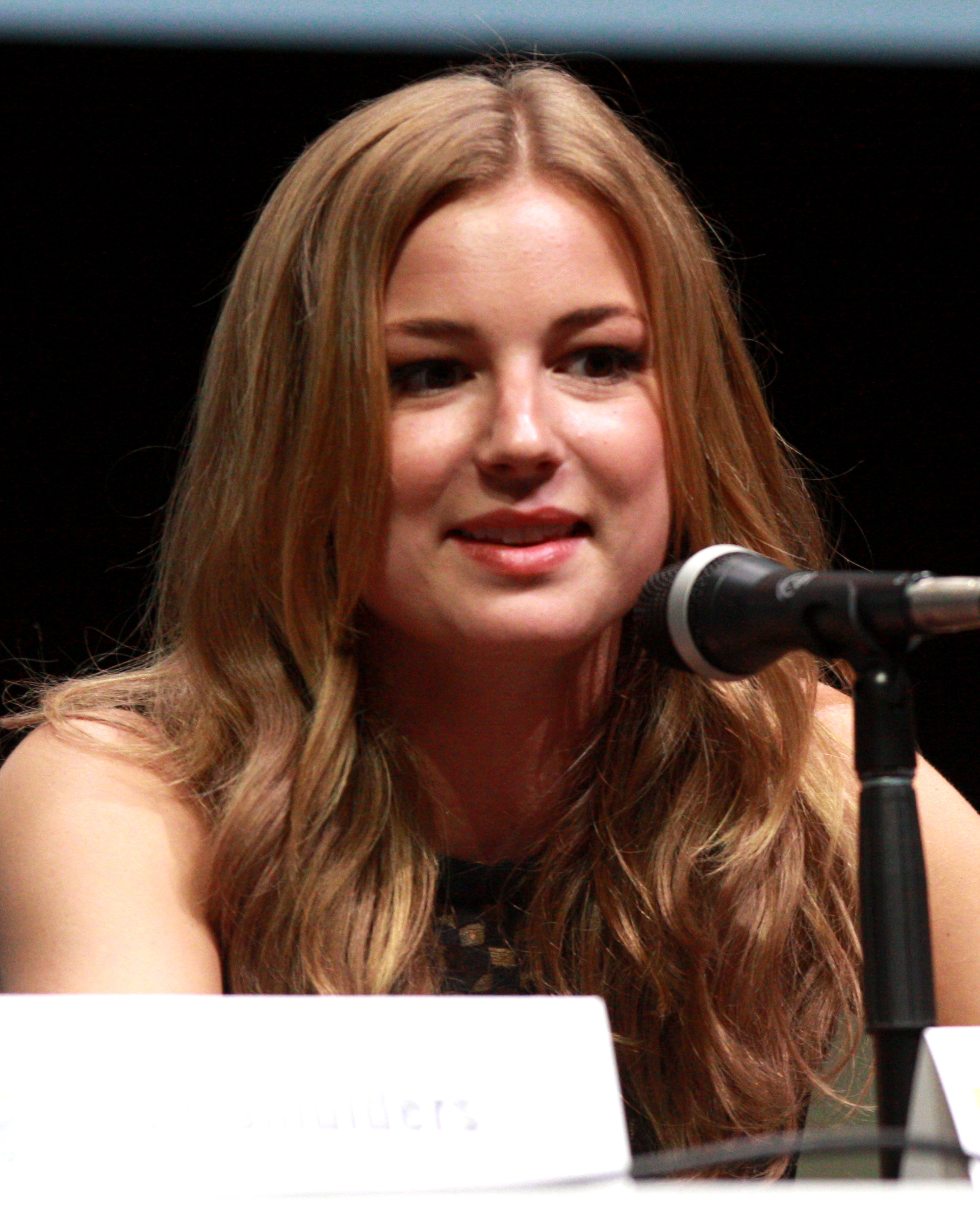
Emily VanCamp vive Emily Thorne

Foi protagonista do seriado, nascida Amanda Clarke, volta aos Hamptons sob uma nova identidade, Emily Thorne - uma socialite rica dedicada ao trabalho de caridade. Seu objetivo ali é a vingança sobre os responsáveis pela morte de seu pai, David Clarke e injusta condenação por terrorismo. Quando jovem, ela passou um tempo em um centro de detenção juvenil, sem saber da inocência de seu pai até sua libertação, quando Nolan Ross se aproxima dela. Ele então explica a ela toda a história da qual seu pai foi vítima e  recebe sua herança, resultado das partes de seu pai da empresa NolCorp (49% do estoque de capital fechado), resultado do financiamento inicial de seu pai na empresa. Depois de perceber que Nolan está dizendo a verdade, ela decide limpar o nome de David. Ela passa por um treinamento com Takeda , período em que ela conhece e tem um relacionamento com Aiden Mathis. Seu relacionamento termina quando ele a abandona. Ela faz os preparativos para seu retorno aos Hamptons - negociando a troca de identidade com sua ex-companheira de cela de detenção juvenil. Depois de chegar nos Hamptons, Emily Thorne compra antiga casa de seu pai, ao lado dos Graysons e se envolve romanticamente com Daniel Grayson, a fim de chegar mais perto de sua família. Entretanto, após noivarem-se, tal relacionamento chega ao fim após beijar Jack Porter, sua paixão de infância. Depois de saber que Charlotte é sua meia-irmã, decide protegê-la de sua vingança contra os Graysons.
Foi exibido o último episódio da série no dia 10 de maio de 2015 no EUA.

### Victoria Grayson
- Vivida por Madeleine Stowe

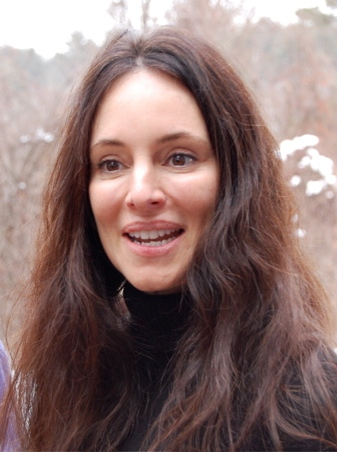
Madeleine Stowe vive Victoria Grayson

Antagonista principal do seriado, Victoria é a matriarca rica e poderosa da família Grayson, esposa de Conrad Grayson, mãe de Daniel e Charlotte. Depois de ter um caso com David Clarke, Victoria relutantemente concordou em ajudar Conrad e Frank a enquadrá-lo para encobrir os crimes do marido. O casamento de Victoria e Conrad se deteriorou e o casal inicia o processo de divórcio, sobretudo pela traição de Conrad com Lydia Davis, uma das melhores amigas de Victoria. Apesar de não saber a verdadeira identidade de Emily, Victoria nunca inteiramente confiou nela desde sua chegada nos Hamptons e tenta sabotar seu relacionamento com Daniel.

### Nolan Ross
- Vivido por Gabriel Mann

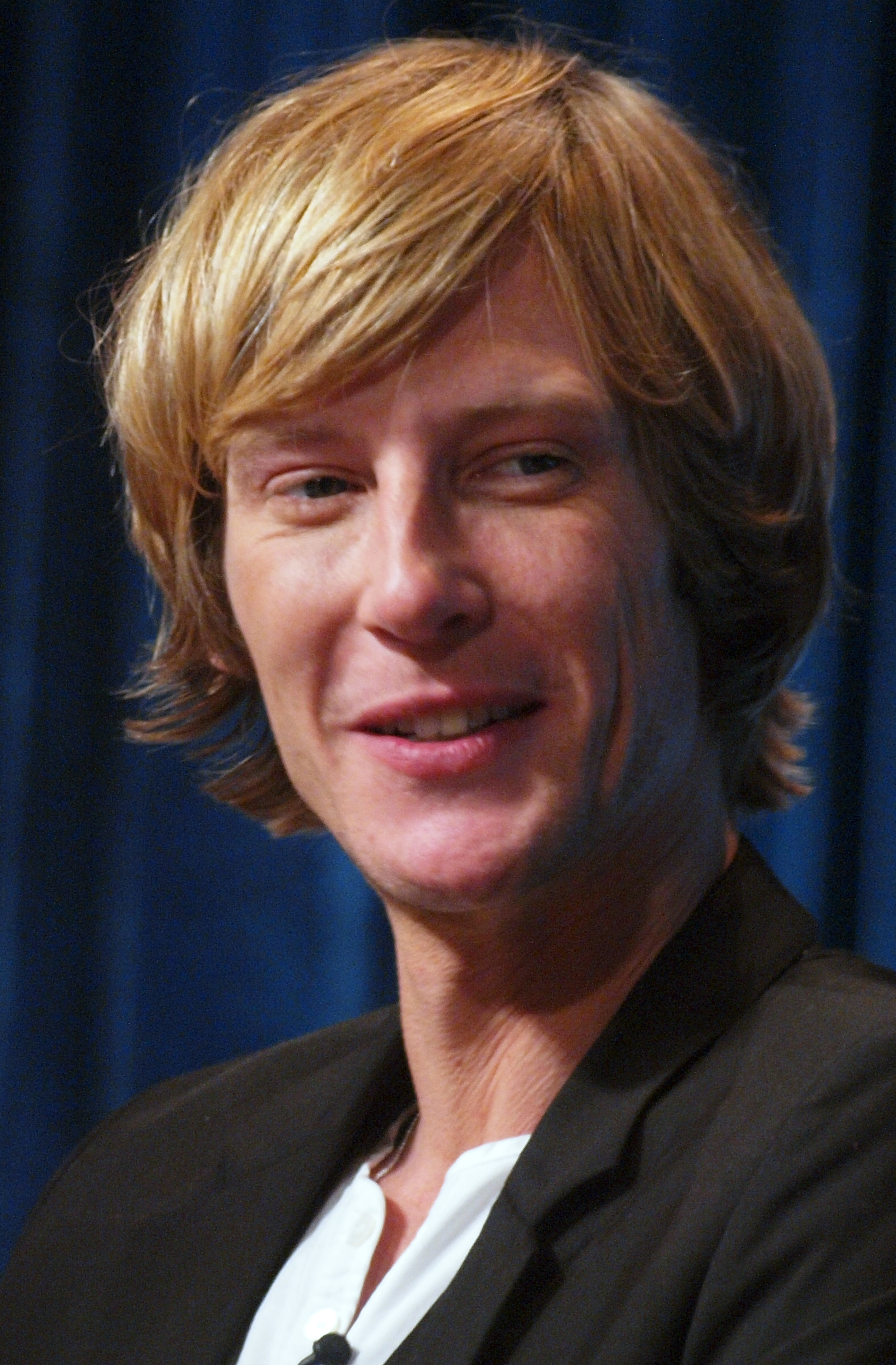
Gabriel Mann é Nolan Ross

Hacker e inventor de softwares é aliado confiável de Emily ao longo de sua vingança. Ele deve a sua riqueza e sucesso para David Clarke, que o apoiou e investiu seu próprio dinheiro em empresa de Nolan, a NolCorp. Grato a David, Nolan se oferece para ajudar sua filha, que inicialmente reluta em confiar nele, mas com o tempo aceita seu envolvimento. Importante aliado no que tange as questões sobretudo tecnológicas, como em caso de câmeras, e-mails, celulares, etc, além de constantemente aconselhar Emily no que for necessário. Nolan é bissexual - tinha um relacionamento com o ex-diretor financeiro da Nolcorp, Marco Romero, com Tyler Barrol, com sua nova diretora financeira Padma Lahari e com Patrick Osbourne.

### Conrad Grayson
- Vivido por Henry Czerny (Regular 1ª-3ª temporada; Convidado 4ª temporada)

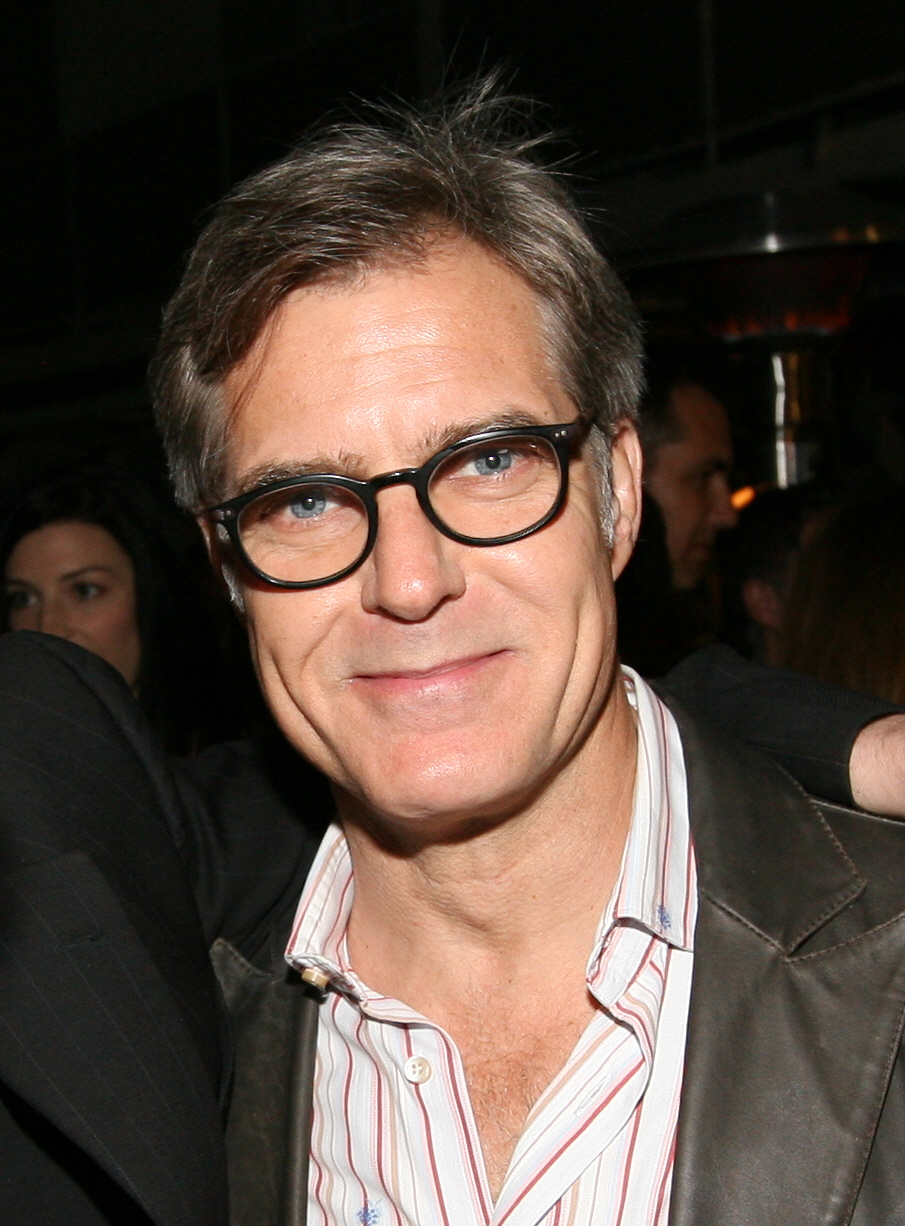
Henry Czerny é Conrad Grayson

Chefe da Grayson Global, é o marido de Victoria e pai de Daniel e Charlotte (embora não seja o pai biológico). Conrad estava envolvido em lavagem de dinheiro para a Iniciativa Americana, que usou o dinheiro em um ataque terrorista que derrubou um avião. Após o desastre, Conrad trabalhou com Frank e Victoria para culpar o amante de sua esposa, David Clarke. Seu caso com a melhor amiga de Victoria, Lydia, além de outros conflitos do casal o levam ao processo de divórcio.

### Jack Porter
- Vivido por Nick Wechsler

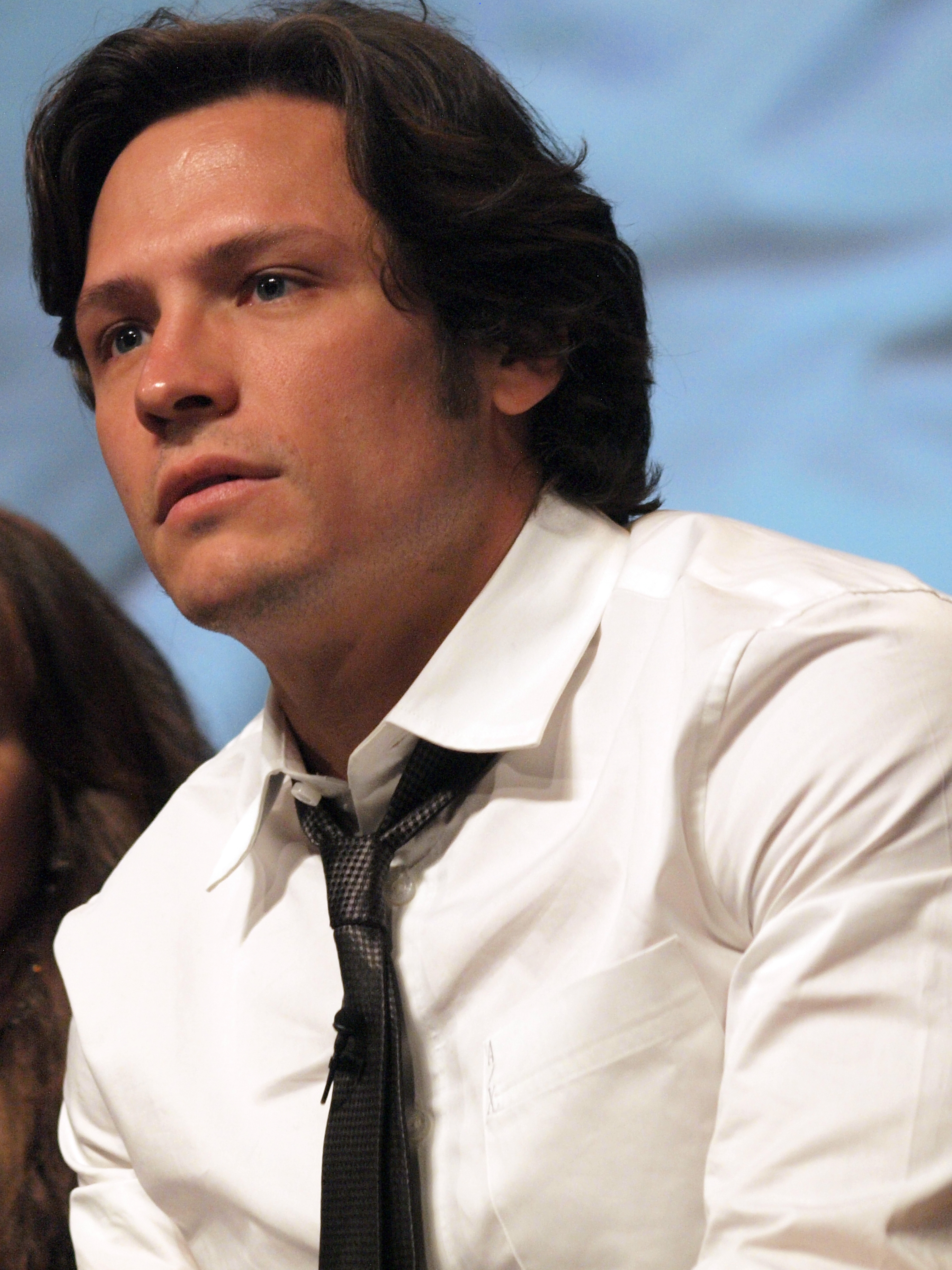
Nick Wechsler é Jack Porter

Filho de Carl Porter e irmão de Declan, passa a gerenciar o bar da família e a cuidar do irmão após a morte do pai. É muito responsável e foi amigo de infância de Amanda Clarke, o qual é apaixonado até os dias atuais - sendo, inclusive, dono de um barco que leva seu nome. Acaba se apaixonando por Emily sem saber de sua real identidade.

### Daniel Grayson
- Vivido por Josh Bowman (Regular 1ª-4ª temporada)

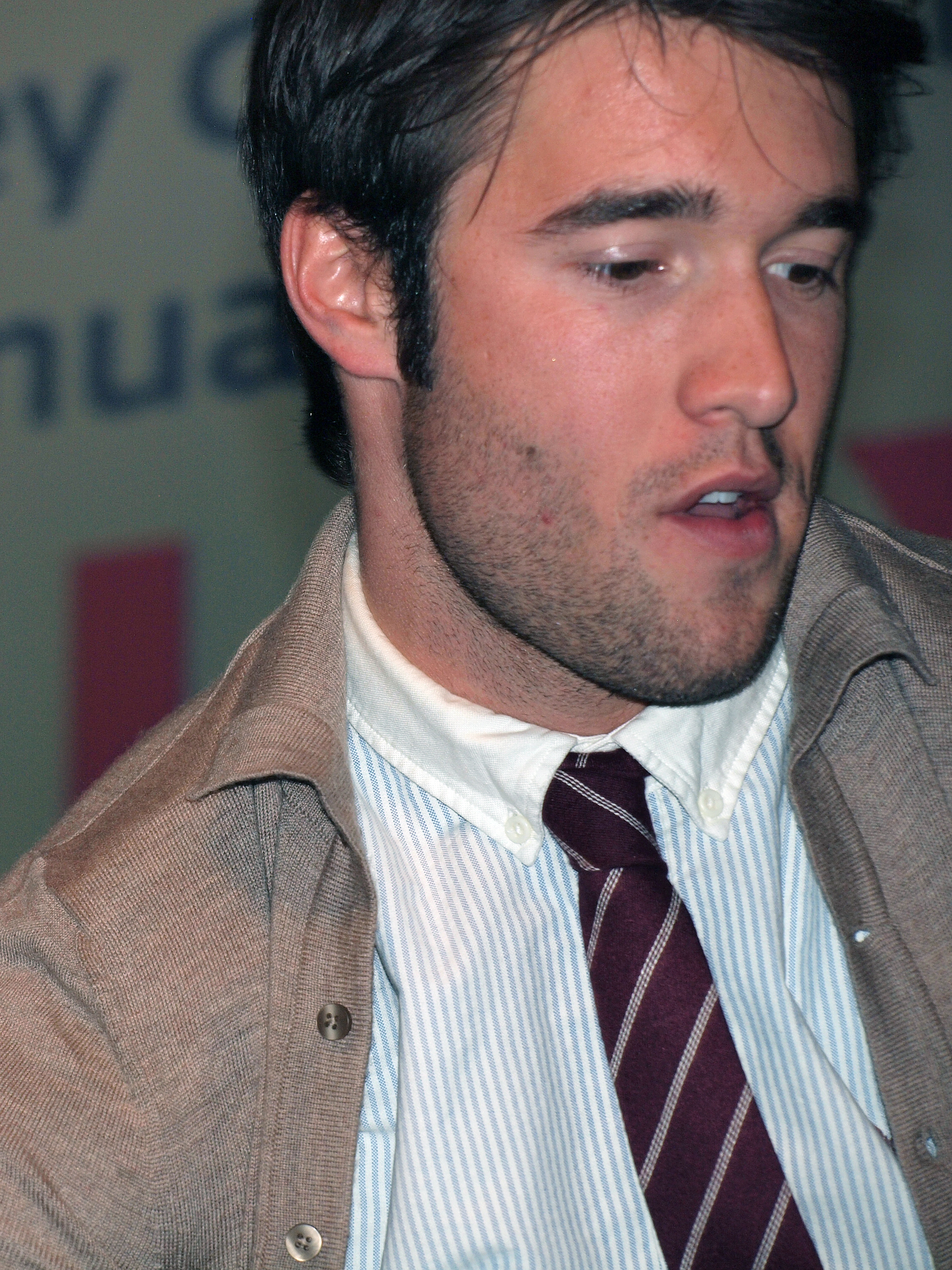
Josh Bowman é Daniel Grayson

Filho mais velho dos Grayson. Jovem rico, tenta mudar seu comportamento depois de se envolver em um acidente de carro que deixou uma jovem paralisada por dirigir bêbado. Estudante de Harvard e ajuda seu pai, Conrad, com os negócios da Grayson Global. Tem um envolvimento com Emily sem saber de seu segredo, mas que chega ao fim após descobrir uma traição.

### Charlotte Grayson/Clarke
- Vivida por Christa B. Allen (Regular 1ª-4ª temporada)

Filha de Victoria e Conrad Grayson, irmã de Daniel. Sempre teve um histórico acadêmico perfeito. Não tem uma boa relação com a mãe inicialmente, sobretudo após descobrir que é filha biológica de David Clarke. Tem um relacionamento com Declan. Se torna uma viciada em drogas e tal fato gera conflitos.

### Declan Porter
- Vivido por Connor Paolo (Regular 1ª-2ª temporada)

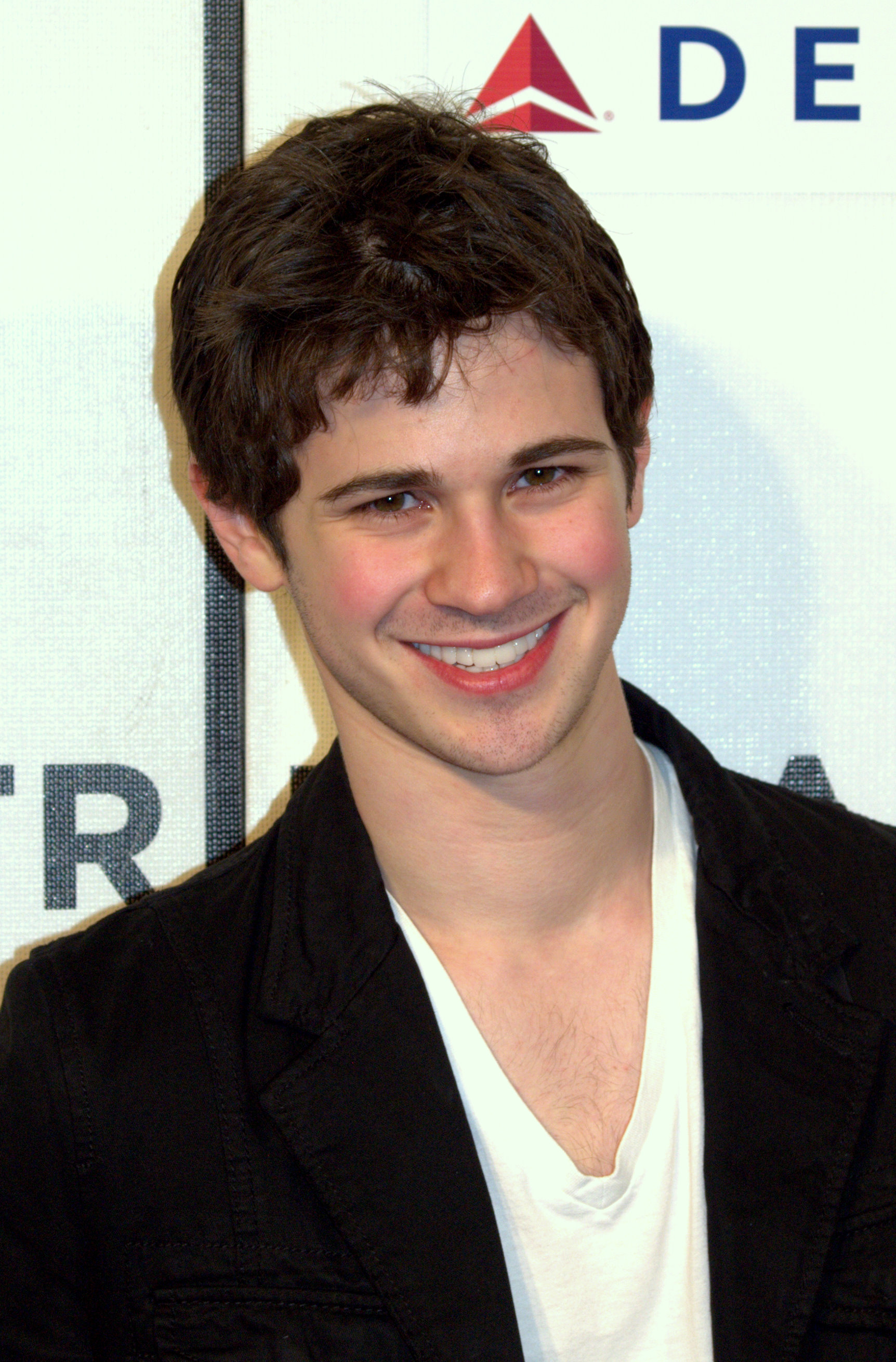
Connor Paolo é Declan Porter

Filho de Carl Porter e irmão de Jack. Vive se metendo em confusões. Tem um relacionamento com Charlotte. Testemunhará em relação ao assassinato ocorrido na noite do noivado de Emily e Daniel.

### Ashley Davenport
- Vivida por Ashley Madekwe (Regular 1ª-2ª temporada; Convidada 3ª temporada)

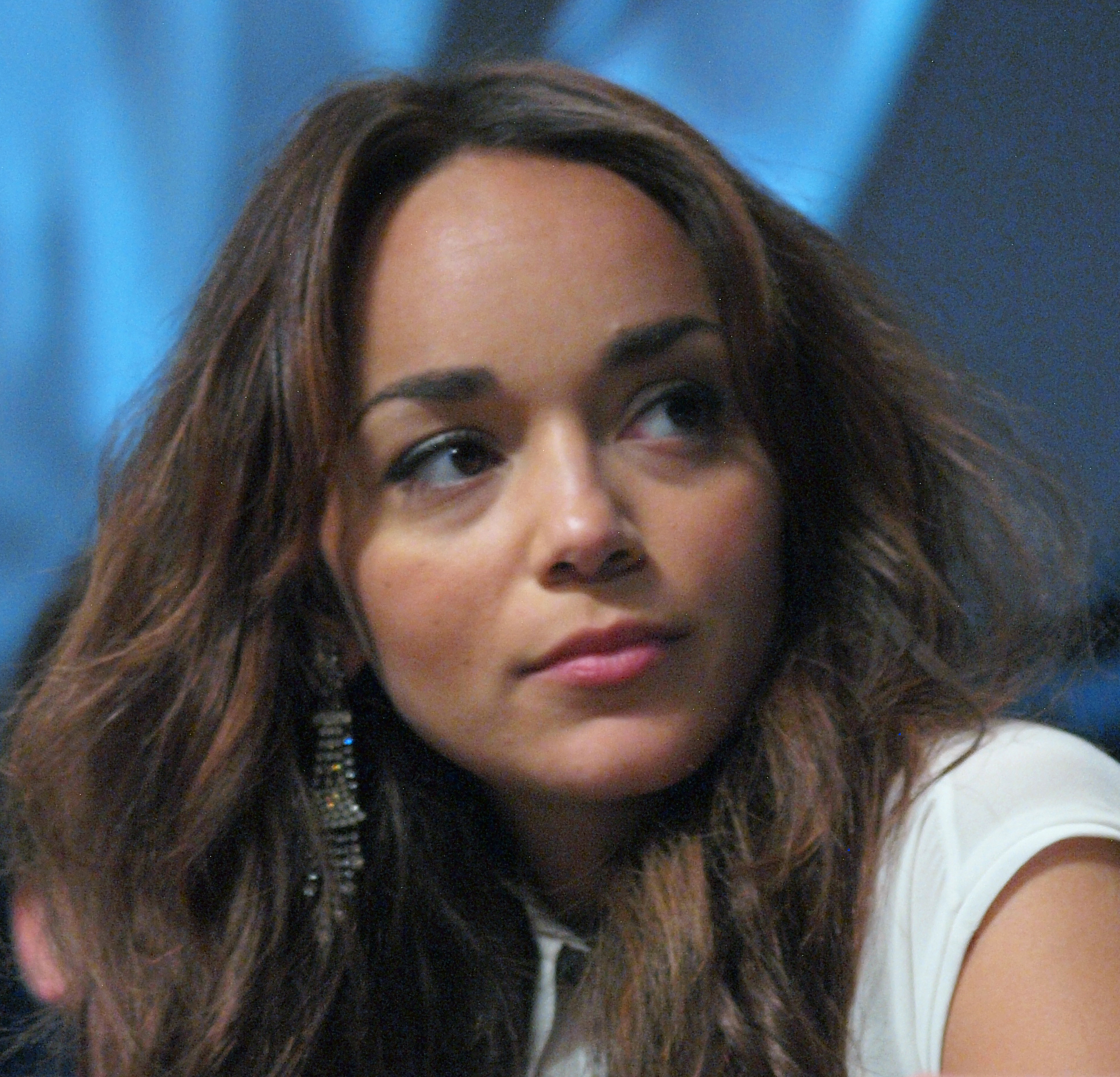
Ashley Madekwe vive Ashley Davenport

Inicialmente é empregada de Victoria Grayson para organização de seus eventos. Ashley foi a responsável por trazer sua amiga Emily ao fechado círculo da elite dos Hamptons, sem saber das reais intenções da jovem para isso. Se conheceram em 2006, quando Emily a salvou de um trabalho como prostituta. É extremamente ambiciosa e faz de tudo para atingir seus objetivos.

### Aiden Mathis
- Vivido por Barry Sloane (Regular 2ª-3ª temporada)

Treinado ao lado de Emily por Takeda. Eles se conheceram quando Emily estava em busca de um gangster russo (a mando de Takeda), do qual Aiden acreditava ser o responsável pelo sumiço e possível assassinato de sua irmã. Acaba se envolvendo romanticamente com Emily, mas a decepciona quando foge sem ela para procurar sua irmã. Retorna e se torna um dos principais aliados de Emily para se infiltrar na Grayson Global e derrubar a Iniciativa.

### David Clarke
- Vivido por James Tupper  (Recorrente 1ª-3ª temporada; Regular 4ª temporada)

Pai de Amanda e de Charlotte, era um executivo bem sucedido na Grayson Global. Foi casado com Kara (mãe de Amanda) e teve um relacionamento extra conjugal com Victoria (mãe de Charlotte). Por meio de suborno e chantagem, é acusado de terrorista injustamente por Conrad, Victoria, Frank e pela Iniciativa pelo incidente num avião. Na cadeia, é dado como morto, assassinado por Gordon Murphy. Aparece em flashbacks nas primeiras temporadas, mas no final da 3ª temporada é descoberto que continua vivo e mata Conrad. Na 4ª temporada, volta aos Hamptons e sequestra Victoria, querendo saber se ela realmente o traiu além de querer conhecer Charlotte.

### Margaux LeMarchal
- Vivida por Karine Vanasse (Recorrente 3ª temporada; Regular 4ª temporada)

Filha do francês Pascal Lemarchal, é introduzida na 3ª temporada como sendo um amiga de infância de Daniel Grayson. Margaux tem lutado toda a sua vida para ganhar o respeito do pai, mudando-se para os Hamptons para escapar de sua desaprovação e criar sua própria revista Voulez, tendo Daniel como parceiro de negócios. Margaux conhece Jack Porter através de Charlotte, e começam a namorar, mas o relacionamento acaba através de manipulações de Daniel. Quando Pascal chega aos Hamptons, Margaux teme que seu pai prejudique todo seu trabalho duro. Apesar disso, os dois se reconciliam e ele nomeia Margaux como sucessor da LeMarchal Media pouco antes da misteriosa morte de Pascal. Na 4ª temporada, descobre que está gravida de Daniel.

### Ben Hunter
- Vivido por Brian Hallisay  (Regular 4ª temporada)

Ben é parceiro policial de Jack na 4ª temporada. Demonstra interesse em Emily tendo um encontro com ela. Investiga o assassinado de Conrad Grayson, na tentativa de conseguir uma promoção no trabalho.

### Louise Ellis
- Vivida por Elena Satine  (Regular 4ª temporada)

Louise é uma mulher rica que é mandada por sua mãe para uma instituição mental. Lá faz amizade com Victoria, desenvolvendo uma obsessão doentia por ela. Contrata Daniel para proteger seu patrimônio e, após ter alucinações com sua mãe, tenta dormir com ele para engravidar. Tenta matar Margaux prendendo-a em uma sauna. Mais tarde faz amizade com Nolan.

## Outros personagens

### Amanda Clarke/Emily Thorne
- Vivida por Margarita Levieva

Nascida Emily Thorne, conhece Amanda Clarke na detenção juvenil e ali ficam amigas. Trocam de identidade e são descobertas por Frank, a mando de Victoria. Amanda o mata e, desesperada, vai atrás de Emily nos Hamptons. Conhece Jack e se apaixona por ele. (Recorrente 1ª-2ª temporada)

### Kara Clarke/Murphy
- Vivida por Jennifer Jason Leigh

Mãe de Amanda. Nascida como Kara Wallace, foi casada com David Clarke (relação em que nasceu Amanda). Devido à sérios problemas mentais, tenta assassinar Amanda afogada quando é uma criança e, por isso, pede a David que diga a ela que morreu. Some por décadas e, nesse meio tempo, casa-se com Gordon Murphy, o assassino de David. Retorna para os Hamptons, mas vai embora por ser uma ameaça. (Recorrente 2ª temporada)

### Satoshi Takeda
- Vivido por Hiroyuki Sanada (1ª temporada)/Cary-Hiroyuki Tagawa (2ª temporada)

Presidente da poderosa Takeda Industries e mentor de Emily e Aiden em suas missões de vingança. É um grande aliado dos dois. (Recorrente 1-2ª temporada)

### Lydia Davis
- Vivida por Amber Valletta

Melhor amiga de Victoria Grayson e ex-secretária de David Clarke. Primeiro alvo da vingança de Emily, na qual expõe a relação extra conjugal de Conrad com Lydia, fazendo com que a amizade se distancie. Foi a dona da casa de David Clarke até a chegada de Emily. (Recorrente 1ª-3ª temporada)

### Tyler Barrol
- Vivido por Ashton Holmes

Melhor amigo de Daniel Grayson em Harvard, chega aos Hamptons com a ambição de conseguir um lugar na Grayson Global. Se aproxima das elites empresariais e acaba concorrendo a um cargo na empresa com Daniel. É assassinado por Satoshi Takeda após descobrir o segredo de Emily e armar para ela. (Recorrente 1ª temporada).

### Frank Stevens
- Vivido por Max Martini

Chefe da segurança dos Grayson, trabalhou ao lado de Conrad para enquadrar David Clarke. É apaixonado por Victoria. Chega a descobrir o segredo de Emily, mas é assassinado por Amanda. (Recorrente 1ª temporada)

### Leo Mason Treadwell
- Vivido por Roger Bart

Famoso autor que sabia da inocência de David Clarke, mas foi pago pelos Grayson para escrever e virar a opinião pública contra ele. Reparece para fazer entrevistas e desvendar mistérios sobre o caso do voo 197. Descobre a identidade da falsa Amanda e, em uma acordo com Emily, é preso pelo assassinato de Gordan Murphy. Na 3ª temporada ameaça expor Emily e seus esquemas aos Grayson, ela então liberta ele da prisão. (Recorrente 1ª-4ª temporada)

### Gordon Murphy
- Vivido por James Morrison

Muitas vezes referido como homem do cabelo grisalho, é um agente da Iniciativa Americana e associado a Conrad Grayson. Assassinou David Clarke, Lee Moran e John McGowen. Foi casado com Kara. (Recorrente 1ª-2ª temporada)

### Padma Lahari
- Vivida por Dilshad Vadsaria

Empregada da Nolcorp na qual Nolan Ross promove a diretora financeira. Eles têm um relacionamento amoroso até que ela começa a investigar o passado da empresa, sobretudo relacionado a David Clarke. (Recorrente 2ª temporada)

### Helen Crowley
- Vivida por Wendy Crewson

Agente da Iniciativa Americana. Usou Conrad no ataque terrorista do voo 197 e também deseja usar Daniel para tal. (Recorrente 2ª temporada)

### Marco Romero
- Vivido por E.J. Bonilla

Ex-diretor financeiro da Nolcorp e tinha um relacionamento amoroso com Nolan. Sai do cargo quando acusa Nolan de desvios dos fundos destinados à Amanda, além de acusá-lo de apoiar um terrorista (David Clarke). Retorna à empresa. (Recorrente 2ª temporada)

### Patrick Osbourne
- Vivido por Justin Hartley

Filho ilegítimo de Victoria, o qual ela deu para adoção quando ele tinha dezesseis anos. Patrick é um artista de sucesso. Tem vivido nos Hamptons durante vários meses e se aproxima de Victoria, apesar de Conrad, Daniel e Charlotte não gostarem dele. Se relaciona com Nolan e tenta matar Conrad sabotando o carro dele. Depois de matar acidentalmente seu pai biológico, Patrick decide deixar os Hamptons. (Recorrente 3ª temporada)

### Sara Munello
- Vivido por Annabelle Stephenson

Ex-namorada de Daniel, que ficou paralisada quando ele bateu seu carro. Ela se recuperou por completo e passou a trabalhar em uma padaria. Charlotte contratou Sara para ajudar no casamento de Emily e Daniel na esperança de fazer os dois terminarem. Embora Sara estava muito ressentida com Daniel, ela se apaixonou novamente por ele. Se tornou a amante de Daniel quando soube Emily tinha falsificado uma gravidez, mas depois de uma discussão com sua mãe, ela deixou Daniel. O irmão de Sara fez uma breve aparição na 1ª temporada, quando ele destruiu o carro de Daniel como vingança pelo que aconteceu com Sara. (Recorrente 3ª temporada)'

### Niko Takeda
- Vivido por Stephanie Jacobsen

Filha de Takeda que se tornou enfermeira pessoal de Emily enquanto ela estava se recuperando depois de ser baleada. Niko prometeu vingar a morte de Takeda, tentando matar Aiden, mas ela foi interrompida por Emily.  (Recorrente 3ª temporada)'

### Stevie Grayson
- Vivido por Gail O'Grady

Foi a primeira ex-mulher de Conrad, e mãe biológica de Jack, que abandonou ele quando era um bebê. Conrad traz Stevie de volta para os Hamptons com a esperança de usá-la para tirar Victoria da Mansão Grayson, mas Stevie o expulsa também. Conrad convence ela a dar-lhe a escritura da Mansão. Ela também se reconcilia com Jack e revela ser um ex-alcoólatra. Ela torna-se brevemente aliada de Emily antes de deixar os Hamptons. (Recorrente 3ª-4ª temporada)'

### Javier Salgado
- Vivido por Henri Esteve

Ex-companheiro de cela de Nolan, que ficou com ele enquanto estava preso. Javier teve um breve relacionamento com Charlotte e foi contratado por Daniel e Margaux para desenvolver o aplicativo MyClone. Ele foi demitido após Nolan sabotar o aplicativo e deixou o Hamptons logo depois. (Recorrente 3ª temporada)'

### Pascal LeMarchal
- Vivido por Olivier Martinez

Fundador da Voulez e pai de Margaux. Pascal é atraído para os Hamptons por Conrad, querendo negociar com ele. É revelado que Pascal é o assassino do pai de Aiden e depois matou um repórter que ameaçou denunciá-lo. Fica noivo de Victoria antes de Conrad matar ele, empurrando-o para as hélices de seu helicóptero. (Recorrente 3ª temporada)'

### Gideon LeMarchal
- Vivido por Daniel Zovatto

Filho de Pascal e meio-irmão de Margaux, que chantageia Daniel para deixar Voulez. Gideon dorme algumas vezes com Charlotte Clarke, mas ela o pegou traindo. Gideon foi preso quando Margaux colocou drogas com ele quando ele estava embarcando em um avião. (Recorrente 3ª-4ª temporada)'

### Edward Alvarez
- Vivido por Nestor Serrano

O chefe de polícia e mentor de Jack e Ben, participou do casamento de Emily e Daniel e foi um antigo amigo de Victoria que tem uma história com ela. (Recorrente 4ª temporada)'

### Malcolm Black
- Vivido por Tommy Flanagan

Criminoso e pai de Kate Taylor/Black. Manteve David em cativeiro por vários anos. Ele forçou David fazer lavagem de dinheiro, ameaçando a filha de David. (Recorrente 4ª temporada)'

## Ligações Externas
- «Página oficial»
- Revenge. no IMDb.
- «Revenge». no Facebook
- Revenge no X
- «Hamptons Exposed». www.hamptonsexposed.com
- «The Treadwell Report». www.thetreadwellreport.com
- «Revenge no Rotten Tomatoes». (em inglês)